# Mansa longicaudata
Mansa longicaudata är en stekelart som beskrevs av Ceballos 1924. Mansa longicaudata ingår i släktet Mansa och familjen brokparasitsteklar. Inga underarter finns listade i Catalogue of Life.